# Connor Paolo
Connor Paolo, född 11 juli 1990 i New York, är en amerikansk skådespelare. En av hans roller är "Eric van der Woodsen" i Gossip Girl. Connor är också aktuell i TV-serien Revenge år 2011.